# Épiaire officinale
Betonica officinalis
Espèce
Classification phylogénétique
L'Épiaire officinale, Bétoine officinale ou simplement Bétoine (Betonica officinalis) est une espèce de plante à fleurs  de la famille des Lamiacées. C'est une plante herbacée vivace originaire d'Europe.
Son intérêt médicinal était connu dans l'Antiquité, par un traité attribué à Antonius Musa, médecin d'Auguste.
Le mot bétoine semble être une altération du latin vettonica, d'origine gauloise.

## Synonyme
- Stachys officinalis, (L.) Trevis., 1842

## Description

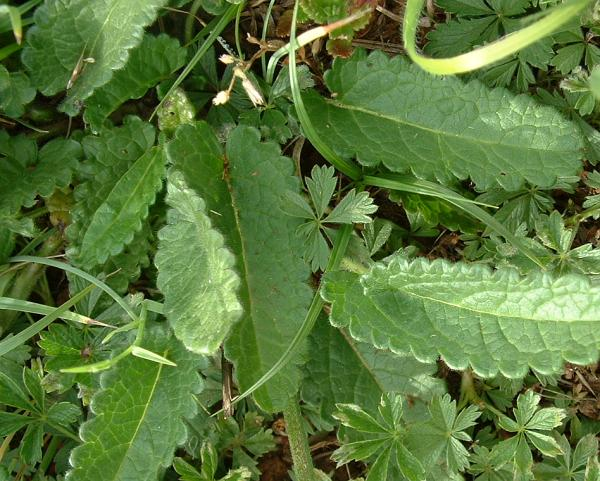
Épiaire officinale, feuilles basales disposées en rosette.

C'est une plante herbacée moyenne (15 à plus de 40 cm) à feuilles opposées et crénelées sur le bord du limbe.

### Caractéristiques
Organes reproducteurs
- Couleur dominante des fleurs : rose
- Période de floraison : juillet-octobre
- Inflorescence : glomérules spiciformes
- Sexualité : hermaphrodite
- Ordre de maturation : protandre
- Pollinisation : entomogame

Graine
- Fruit : akène
- Dissémination : barochore

Habitat et répartition
- Habitat type : ourlets externes acidophiles médioeuropéens
- Aire de répartition : européen

Données d'après : Julve, Ph., 1998 ff. - Baseflor. Index botanique, écologique et chorologique de la flore de France. Version : 23 avril 2004.

## Calendrier
Le 12e jour du mois de prairial du calendrier républicain français est officiellement dénommé jour de la bétoine, généralement chaque 31 mai du calendrier grégorien.